# Католицизм в Замбии

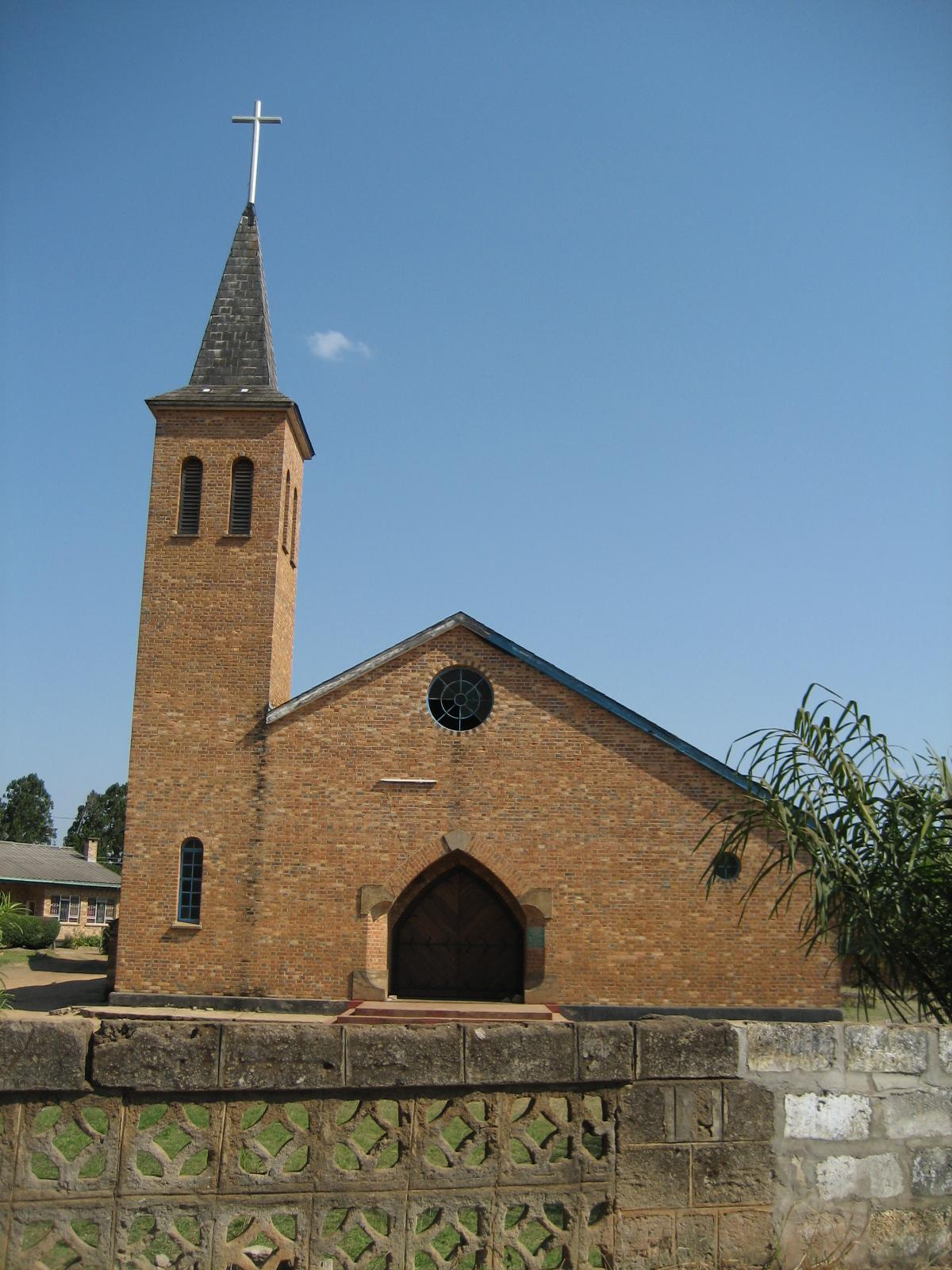
Кафедральный собор Епархии Мансы

Католицизм в Замбии. Католическая церковь в Замбии является частью всемирной Католической церкви. Численность католиков в стране составляет около 3,4 миллиона человек (28 % от общей численности населения) по данным сайта Catholic Hierarchy.

## История
Первые попытки христианизации территории современной Замбии относятся к XVIII веку, когда сюда стали проникать португальцы, однако они не увенчались успехом. Повторная христианизация этих земель началась с середины XIX века. 2 июля 1879 года Святой Престол учредил миссию sui iuris Замбези, которая кроме современной Замбии включала в себя территорию Зимбабве и ряда других стран Южной Африки. Католическую миссию вели здесь представители иезуитов и белых отцов. В 1931 году были открыты миссии францисканцев.
В 1924 году территория современной Замбии стала британской колонией Северная Родезия. Первой католической структурой в Северной Родезии стала апостольская префектура Брокен-Хилл (совр. Кабве), основанная в 1927 году.В 30-х годах XX века было основано ещё несколько апостольских префектур, а в 1959 году в Северной Родезии были установлены постоянные католические структуры — архиепархия-митрополия Лусаки, которой подчинялись пять суффраганных епархий.
В 1964 году была провозглашена независимость Замбии, и в стране установился авторитарный режим Кеннета Каунды, который проводил политику, основанную на идеях африканского социализма. В 1965 году между Святым Престолом и Замбией установлены дипломатические отношения, в Лусаке открыта апостольская нунциатура. Массовое огосударствление недвижимости и средств производства привело к существенному ограничению деятельности Католической церкви, в начале 70-х годов правительство лишило Церковь права содержать школы и больницы. Католическая церковь вместе с протестантскими церквями также противодействовала попыткам сделать марксизм государственной идеологией.
В 1989 году страну посещал папа римский Иоанн Павел II.
Распад СССР и крах социализма в Восточной Европе привёл к политическому кризису, в начале 90-х годов Католическая церковь сыграла свою роль в преодолении политического кризиса и переходу к многопартийной демократии.

## Современное состояние
Большинство населения страны, 54 процента, последователи африканских традиционных религий, 28 % насчитывают католики, 17 % — протестанты.
Структуры Католической церкви в стране состоят из 2 архиепархий-митрополий (Архиепархия Лусаки и Архиепархия Касамы) и подчинённых им 9 епархий.
В Замбии служат 637 священников в 265 приходах. В Католической церкви Замбии — 12 епископов, которые объединены в Конференцию католических епископов Замбии, основанную в 1966 году. Всего в истории Замбии был только один кардинал — Медардо Джозеф Мазомбве (2010—2013).